# Vanina Correa
Vanina Noemí Correa (Villa Gobernador Gálvez, 13 agosto 1983) è una calciatrice argentina, portiere del Rosario Central e della nazionale argentina.

## Carriera

### Nazionale
Nel 2019 partecipa al campionato mondiale con la nazionale argentina.

## Palmarès

### Nazionale
- Campionato sudamericano femminile: 1

2006